# Баумгартен, Евгений Евгеньевич
Евгений Евгеньевич фон Баумгартен (1867, Санкт-Петербург — 1919, Петроград) — русский архитектор-художник, акварелист, художник-прикладник и архитектурный критик.

## Биография
Происходил из эстляндского дворянского рода Баумгартен, сын генерала Е. К. Баумгартена. Родился в Санкт-Петербурге 27 января (8 февраля) 1867 года.
В 1884 году окончил курс 1-го кадетского корпуса. В 1885—1889 годах учился в Академии художеств. В 1890 году получил золотую медаль за проект «посольского дома». В 1891 году со званием классного художника 2-й степени окончил высшее художественное училище при академии.
Возглавлял строительное бюро «Е. Е. Баумгартен и А. М. Гусев».
Член Общества архитекторов-художников, с 1904 года — член правления, с 1912 года — член редакционной комиссии «Ежегодника общества архитекторов-художников».
Преподавал в Институте инженеров путей сообщения (1900—1919) и Петербургском технологическом институте (1900—1914). Преподавал также на Женских политехнических курсах и курсах воспитателей и руководителей по физическому образованию, курсах института и школы рукоделия императрицы Марии; с 23 января 1904 года имел чин статского советника.
Писал акварельные виды Павловска и Петергофа. Путешествовал по Испании. С 1902 года размещал свои историко-критические статьи, посвящённые классицизму и модерну в России, в журнале «Зодчий».
Умер в Петрограде 24 января 1919 года. Похоронен на Смоленском православном кладбище.
Жена — Баумгартен-Микешина Анна Михайловна (1866 — после 1926), дочь скульптора Михаила Микешина.

## Проекты
- Выставочный чугунный павильон Кыштымского горного округа работы Каслинского завода для Парижской выставки 1900 года[4]. Павильон получил хрустальный Гран-при выставки и большую золотую медаль[5].
- Вагон-храм во имя святой Ольги, был освящён 11 июля 1896 года[6].

### Санкт-Петербург
- Новый корпус Института инженеров путей сообщений. Садовая улица, 50; левая часть (1910—1911);
- Надстройка каменного здания. Васильевский О., 5 линия (1912);
- Надгробие В. Ф. Габерцетеля. Волково кладбище. (до 1913; не сохранилось).